# 1938 في الفلبين
فيما يلي قوائم الأحداث التي وقعت خلال عام 1938 في الفلبين.

## سياسة

### انتهاء فترة المنصب
- 1 يناير – البيديو كويرينو وزير الداخلية والحكومة المحلية [الإنجليزية]‏.
- 1 يناير – خوسيه أفيلينو Secretary of Labor and Employment (Philippines) [الإنجليزية]‏.
- 1 يناير – مانويل روكساس عضو مجلس النواب في الفلبين ‏.

## مواليد

### يناير
- 1 يناير – باربرا بيريز ممثلة فلبينية.

### مايو
- 15 مايو – مينيو هيغاشي كاتب ياباني.

### أكتوبر
- 5 أكتوبر – إد أوكامبو لاعب كرة سلة فلبيني.

## وفيات

### يناير
- 19 يناير – بيدرو جيفارا (مواليد 1879) سياسي فلبيني.